# Michał Bryl
Michał Bryl, född 9 oktober 1994 i Łask, Polen, är en polsk beachvolleyspelare.
Bryl kom trea tillsammans med Bartlomiej Malec vid U18-EM 2011. Han spelade sin första turnering på FIVB Beach Volleyball World Tour 2012, tillsammans med Maciej Rudol. Han vann han U19-VM 2012 tillsammans med Kacper Kujawiak, med vilken han kom att spela tills 2017. 
De tog sig till final i U20-EM både 2012 och 2013, i bägge fallen förlorade de i finalen. Med Kujawiak spelade han i U21-VM 2013, där de kom nia och vid U23-VM 2014 kom de femma. Vid U21-VM 2014 lyckades de bli världsmästare genom att besegra Leschukov/Margiev från Ryssland i finalen. De lyckades även vinna U22-EM 2015 genom att besegra Di Giantommaso/Thiercy från Frankrike.
2017 bildade Bryl en ny duo med tvåfaldige olympiern Grzegorz Fijałek. Genom flera bra placeringar (men inga segrar) på World Tour kvalificerade de sig för OS 2020. Där åkte de ur i åttondelsfinalen, då de förlorade mot Nicolai/Lupo.
Då Fijałek slutade spela 2022 började Brul spela med Bartosz Łosiak istället. På World Beach Pro Tour vann de turneringarna i Tlaxcala, Doha och Espinho. De nådde semifinal i EM 2022.